# Cal Ros (Fondarella)
Cal Ros és un monument del municipi de Fondarella (Pla d'Urgell) inclòs en l'Inventari del Patrimoni Arquitectònic de Catalunya.

## Descripció
Edifici amb estructura quadrada al frontis; el componen quatre nivells. La planta baixa, amb dependències agrícoles, es tradueix a la façana amb una porta de fusta allindanada, una finestra amb treball de forja també allindanada i un banc de pedra. Al primer pis dos balcons s'obren a la façana sense guardar simetria amb les obertures de la planta baixa. La tercera planta, actualment també lloc d'habitació, és la part més interessant per les seves obertures d'arc de mig punt. Sobta la grandària de les finestres encara que, atenent a la funció d'assecador que tenien antigament les golfes, és molt normal. Tota la façana està solucionada sense guardar cap relació simètrica entre els seus elements. Cal destacar l'interès del banc adossat a la planta baixa.

## Història
La casa pairal de Cal Ros, construïda el 1758, segons una inscripció el llindar, no ha sofert cap mena d'alteració ni reforma, a excepció de la part interior. Segons els propietaris, no ha marxat mai de la família.
A la llinda de la balconada del primer pis hi ha la data de 1805.
La façana posterior ha estat reformada.